# Art 'N' Zoot
Art 'N' Zoot è un CD di Art Pepper e Zoot Sims, pubblicato dalla Pablo Records nel 1995. Il disco fu registrato dal vivo il 27 settembre 1981 al Royce Hall dell'università della California a Los Angeles, California (Stati Uniti).

## Tracce
1. Wee (Allen's Alley) – 7:39 (Denzil Best)
2. Over the Rainbow – 10:28 (E.Y. Harburg, Harold Arlen)
3. In the Middle of a Kiss – 8:51 (Sam Coslow)
4. Broadway – 6:29 (Bill Byrd, Henri Woode, Teddy McRae)
5. The Girl from Ipanema – 10:31 (Antônio Carlos Jobim, Vinicius De Moraes)
6. Breakdown Blues – 10:01 (Art Pepper, Zoot Sims)

## Musicisti
- Art Pepper - sassofono alto (brani: 1, 2 e 6)
- Zoot Sims - sassofono tenore (brani: 1, 3, 4, 5 e 6)
- Barney Kessel - chitarra (solo nei brani: Broadway e The Girl from Ipanema)
- Victor Feldman - pianoforte
- Ray Brown - contrabbasso (tranne nel brano: Over the Rainbow)
- Charlie Haden - contrabbasso (solo nel brano: Over the Rainbow)
- Billy Higgins - batteria[5]